# Nuvsfjorden
Nuvsfjorden (nordsamisk: Cuokcavuotna) er en fjord i Loppa kommune i Troms og Finnmark fylke i Nordnorge. Fjorden har indløb mellem Molvineset i vest og Klubben i øst og går otte kilometer mod syd til Nuvsfjordbotn. Fjorden har navn efter fjeldet Nuven ved den vestlige bred af indløbet, der refererer til nuv, en afrundet top eller forhøjning
Bygden Nuvsvåg ligger inderst i en vig på østsiden af fjorden. Der er også enkelte huse og smågårde langs fjorden. Syd for fjorden ligger gletsjeren Øksfjordjøkelen
Fylkesvej 77 (Finnmark) går langs østsiden af fjorden.